# Irina Rodríguez
Irina Rodríguez Álvarez (Barcelona, 16 de septiembre de 1977) es una deportista española que compitió en natación sincronizada.
Participó en dos Juegos Olímpicos de Verano en los años 2004 y 2008, obteniendo una medalla de plata en Pekín 2008 en la prueba de equipo. Ganó ocho medallas en el Campeonato Mundial de Natación entre los años 2003 y 2009, y ocho medallas en el Campeonato Europeo de Natación entre los años 2002 y 2010.

## Palmarés internacional
| Juegos Olímpicos   | Juegos Olímpicos         | Juegos Olímpicos  | Juegos Olímpicos  |
| Año                | Lugar                    | Medalla           | Prueba            |
| ------------------ | ------------------------ | ----------------- | ----------------- |
| 2008               | Pekín (China)            | Medalla de plata  | Equipo            |
| Campeonato Mundial |                          |                   |                   |
| Año                | Lugar                    | Medalla           | Prueba            |
| 2003               | Barcelona (España)       | Medalla de plata  | Combinación libre |
| 2005               | Montreal (Canadá)        | Medalla de bronce | Equipo            |
| 2005               | Montreal (Canadá)        | Medalla de bronce | Combinación libre |
| 2007               | Melbourne (Australia)    | Medalla de plata  | Equipo libre      |
| 2007               | Melbourne (Australia)    | Medalla de bronce | Equipo técnico    |
| 2009               | Roma (Italia)            | Medalla de oro    | Combinación libre |
| 2009               | Roma (Italia)            | Medalla de plata  | Equipo técnico    |
| 2009               | Roma (Italia)            | Medalla de plata  | Equipo libre      |
| Campeonato Europeo |                          |                   |                   |
| Año                | Lugar                    | Medalla           | Prueba            |
| 2002               | Berlín (Alemania)        | Medalla de plata  | Equipo            |
| 2004               | Madrid (España)          | Medalla de oro    | Combinación libre |
| 2004               | Madrid (España)          | Medalla de plata  | Equipo            |
| 2006               | Budapest (Hungría)       | Medalla de plata  | Equipo            |
| 2006               | Budapest (Hungría)       | Medalla de plata  | Combinación libre |
| 2008               | Eindhoven (Países Bajos) | Medalla de oro    | Equipo            |
| 2008               | Eindhoven (Países Bajos) | Medalla de oro    | Combinación libre |
| 2010               | Budapest (Hungría)       | Medalla de plata  | Combinación libre |